# SHOUTcast
SHOUTcast – nazwa systemu opracowanego przez Nullsoft, służącego do nadawania dźwięku i obrazu w postaci strumienia danych na bazie protokołu HTTP. System powstał z myślą o aplikacji Winamp. W głównej mierze służy do nadawania internetowych stacji radiowych i telewizyjnych. 
System SHOUTcast składa się z dwóch modułów:
- SHOUTcast DSP – Moduł źródłowy służący do nadawania surowcowego strumienia z aplikacji odtwarzającej do modułu dystrybucyjnego. Oficjalna wersja modułu jest dostępna tylko w postaci wtyczki do programu Winamp, lecz istnieje oprogramowanie do innych odtwarzaczy lub postaci oddzielnych aplikacji odtwarzających, stworzone przez osoby trzecie.
- SHOUTcast DNAS (ang. Distributed Network Audio Server) – Moduł dystrybucyjny, tj. serwer wysyłający strumień do odbiorców, który może działać w dwóch trybach:
  - Tryb radiowy – Strumień odbierany z modułu źródłowego jest nadawany do klientów połączonych do DNAS. W ten sposób dźwięk i obraz odtwarzany przez aplikacje z modułem źródłowym zarządzanym przez np. DJ-a dociera do odbiorców.
  - Tryb "na żądanie" – DNAS po uprzednim żądaniu klienta nadaje strumień wybranego przez niego pliku dźwiękowego lub wideo, który jest przetrzymywany na dysku serwera z DNAS.

Oficjalna wersja modułu DNAS w celu kompatybilności z serwerami jest dostępna dla różnych systemów operacyjnych
Transmisja strumienia odbywa się na bazie protokołu HTTP. Serwer DNAS domyślnie nasłuchuje port 8000. W przypadku połączenia przez aplikację niebędącą przeglądarką internetową rozpoczyna przesyłanie strumienia, zaś po połączeniu poprzez przeglądarkę generuje stronę internetową pozwalającą obejrzeć podstawowe informacje o konfiguracji oraz na administrację modułu DNAS po uprzednim zalogowaniu.